# 111 Dywizja Pancerna (ZSRR)
111 Dywizja Pancerna – związek taktyczny wojsk pancernych Armii Czerwonej okresu II wojny światowej.

## Działania bojowe
Dywizja sformowana w Zabajkalskim Okręgu Wojskowym w lipcu 1941 roku na terytorium Mongolii. W latach 1941–1945 w składzie 17 Armii Frontu Zabajkalskiego. Stacjonowała w rejonie Czojbalsanu. W okresie 9.08 - 3.09.1945 uczestniczyła w Operacji kwantuńskiej będąc w rezerwie dowódcy Frontu Zabajkalskiego.
W dniu 4 marca 1955 przeformowana w 16 Dywizję Pancerną..

## Skład
- 222 pułk czołgów
- 223 pułk czołgów
- 111 zmotoryzowany pułk strzelców
- 111 pułk artylerii
- 111 batalion rozpoznawczy
- 111 samodzielny dywizjon przeciwlotniczy
- 111 samodzielny batalion łączności
- 111 batalion transportowy
- 111 batalion remontowy
- 111 batalion pontonowo-mostowy
- 111 batalion medyczno-sanitarny
- 111 kompania regulacji ruchu
- 111 piekarnia polowa
- 100 poczta polowa
- 2120 polowa kasa Gosbanku.

## Wyposażenie
Na dzień 10.08.1945 roku:
- czołgi: 159 szt,
- samochody: 669 szt,
- stan osobowy: 5 826.